# Sprookspreker
Een sprookspreker was een beroep in de middeleeuwen.
Een sprookspreker was een persoon die rondtrok om overal waar het maar kon zijn gedichten en teksten voor te dragen tegen betaling. Het handelt hier om een rondreizend brooddichter, minstreel en spreker die door literatuurdeskundigen met het begrip sprookspreker wordt aangeduid. Een van de bekendste sprooksprekers was Willem van Hildegaersberch. Het eerste deel van het woord verwijst naar sproke, een kort Middelnederlands verhaal in verzen, vaak met een opvoedkundige strekking.
Sprooksprekers traden op op feesten en partijen en aan het hof. Tijdens feesten, met kerst en Nieuwjaar en bij bruiloften werden ze uitgenodigd als deel van het feestvermaak tussen muzikanten, artiesten, komedianten en muziekmakers. Sprooksprekers behandelden in hun voordrachten zowel morele zaken als huwelijk, hoofse liefde alsook politieke kwesties als oorlogen, adellijke rol in bestuur, belastingheffing, corruptie, rechtspraak en burgerij. Hun sproken waren voorzien van een morele en opvoedkundige lading en dienden als spiegel en reflectie voor de toehoorders.

## Sprooksprekers
- Augustijnken van Dordt, die de voorganger was van
- Willem van Hildegaersberch
- Willem van Delf
- Freidank (Midelhoogduits), ook: Vridanc
- Boudewijn van der Loren
- Noyde of Noydekin